# Rose McGowan
Rose McGowan (sinh ngày 5 tháng 9 năm 1973) diễn viên và ca sĩ, sinh ở Ý nhưng lớn lên và đóng phim tại Mỹ, được biết đến nhiều từ phim The Doom Generation (1995), nổi bật trong phim kinh dị nổi tiếng Scream (1996), phim hài Jawbreaker (1999), phim kinh dị Grindhouse gồm hai phần Planet Terror và Death Proof (2007), phim hành động Machete (2010), đặc biệt phim truyền hình Nip / Tuck nổi tiếng, xuất hiện trong 5 tập phim năm 2009.

## Các phim đã đóng
| Year | Title                      | Role             | Notes                                                           |
| ---- | -------------------------- | ---------------- | --------------------------------------------------------------- |
| 1992 | Encino Man                 | Nora             | Also known as California Man, Box office $40,693,477            |
| 1995 | The Doom Generation        | Amy Blue         | Nominated — Independent Spirit Award for Best Debut Performance |
| 1996 | Bio-Dome                   | Denise           |                                                                 |
| 1996 | Kiss & Tell                | Jasmine Hoyle    |                                                                 |
| 1996 | Scream                     | Tatum Riley      | Box office $173,046,663                                         |
| 1997 | Going All the Way          | Gale Ann Thayer  |                                                                 |
| 1997 | Seed                       | Miriam           | Short Film                                                      |
| 1997 | Nowhere                    | Valley Chick #3  | Cameo with Shannen Doherty                                      |
| 1997 | Lewis and Clark and George | George           |                                                                 |
| 1998 | Southie                    | Kathy Quinn      |                                                                 |
| 1998 | Phantoms                   | Lisa Pailey      |                                                                 |
| 1998 | Devil in the Flesh         | Debbie Strand    | Also known as Dearly Devoted                                    |
| 1998 | Jawbreaker                 | Courtney Shayne  | Nominated—MTV Movie Award for Best Villain                      |
| 1999 | Sleeping Beauties          | Sno Blo          | Short Film                                                      |
| 2000 | Ready to Rumble            | Sasha            |                                                                 |
| 2000 | The Last Stop              | Nancy            |                                                                 |
| 2001 | Strange Hearts             | Moira Kennedy    | Also known as Roads to Riches                                   |
| 2001 | Monkeybone                 | Miss Kitty       |                                                                 |
| 2002 | Stealing Bess              | Debbie Dinsdale  | Also known as Vacuums                                           |
| 2006 | The Black Dahlia           | Sheryl Saddon    |                                                                 |
| 2007 | Grindhouse – Planet Terror | Cherry Darling   | Nominated — Saturn Award for Best Supporting Actress            |
| 2007 | Grindhouse – Death Proof   | Pam              |                                                                 |
| 2008 | Fifty Dead Men Walking     | Grace Sterrin    |                                                                 |
| 2010 | Machete                    | Boots McCoy      | Deleted Scenes, Box office $44,083,657                          |
| 2010 | Dead Awake                 | Charlie Scheel   |                                                                 |
| 2011 | Conan the Barbarian        | Marique          | Box office $48,795,021                                          |
| 2011 | Rosewood Lane              | Sonny Blake      | Post-production                                                 |
| 2012 | Napa                       | Scarlett Harding | Filming                                                         |
| 2012 | The Tell Tale Heart        | Ariel            | Filming                                                         |
| 2012 | The Bell Jar               | Doreen Roberts   | Filming                                                         |

| Year    | Title                             | Role                      | Notes                                                    |
| ------- | --------------------------------- | ------------------------- | -------------------------------------------------------- |
| 1990    | True Colours                      | Suzanne                   | Episode: "Life with Fathers"                             |
| 2001    | What About Joan?                  | Maeve McCrimmen           | Episode: "Maeve"                                         |
| 2001    | The Killing Yard                  | Linda Borus               | Television Film                                          |
| 2001–06 | Charmed                           | Paige Matthews            | 112 episodes Family Television Award for Favorite Sister |
| 2004    | Smallville                        | Substitute Teacher        | Episode: "Heat"                                          |
| 2005    | Elvis                             | Ann-Margret               | Television miniseries                                    |
| 2009    | Nip/Tuck                          | Dr. Theodora 'Teddy' Rowe | 5 Episodes                                               |
| 2011    | Law & Order: Special Victims Unit | Cassandra Davina          | Episode: "Bombshell"                                     |
| 2011    | The Pastor's Wife                 | Mary Winkler              | Television Film                                          |

| Year | Title                | Role         | Notes |
| ---- | -------------------- | ------------ | ----- |
| 2005 | Darkwatch            | Tala         |       |
| 2009 | Terminator Salvation | Angie Salter |       |
| 2012 | Anarchy Reigns       | Sasha        |       |